# SF-6847
SF-6847（3,5-二叔丁基-4-羟基苯亚甲基丙二腈）是一种有机化合物，化学式为C18H22N2O。它可由3,5-二叔丁基-4-羟基苯甲醛和丙二腈在哌啶催化下于乙醇中反应制得。